# ジ・アーリー・ガレージ・イヤーズ
ジ・アーリー・ガレージ・イヤーズ("The Early Garage Years")は、ブルートーンズのデビュー前の音源を集めたコンピレーション・アルバム。

## 解説
「ブルートニック」の元となった「No. 11」や、正式デビュー前の「スライト・リターン/ザ・ファウンテンヘッド」に加え、未発表のデモを集めたマニア向けの一枚といえる。リマスターされているものの、一部はカセットテープからの音源ということで、8曲目以降の音質にやや難がある。ライナーノーツはエズ・チェスターズが担当している。
アダム・デヴリンによると、クッキング・ヴァイナルと契約を結ぶ際の条件として、初期のデモアルバムをリリースするよう求められたため、このアルバムがリリースされたという。ちなみのこのアルバムは、バンドの公式サイトのディスコグラフィーには掲載されておらず、公式なアルバムとはみなされていない。

## 収録曲
1. Are You Blue or Are You Blind? (demo)
2. Talking to Clarry (demo)
3. Carnt Be Trusted (demo)
4. Slight Return (limited-edition UK/Japan 7" single)
5. No. 11 (Bluetonic) (from the Fierce Panda Return to Splendour EP)
6. The Fountainhead (demo)
7. Time and Again (demo)
8. Cut Some Rug (home-made four-track recording)
9. Talking to Clarry (home-made eight-track recording)
10. Are You Blue or Are You Blind? (home-made eight-track recording)